# Aviación

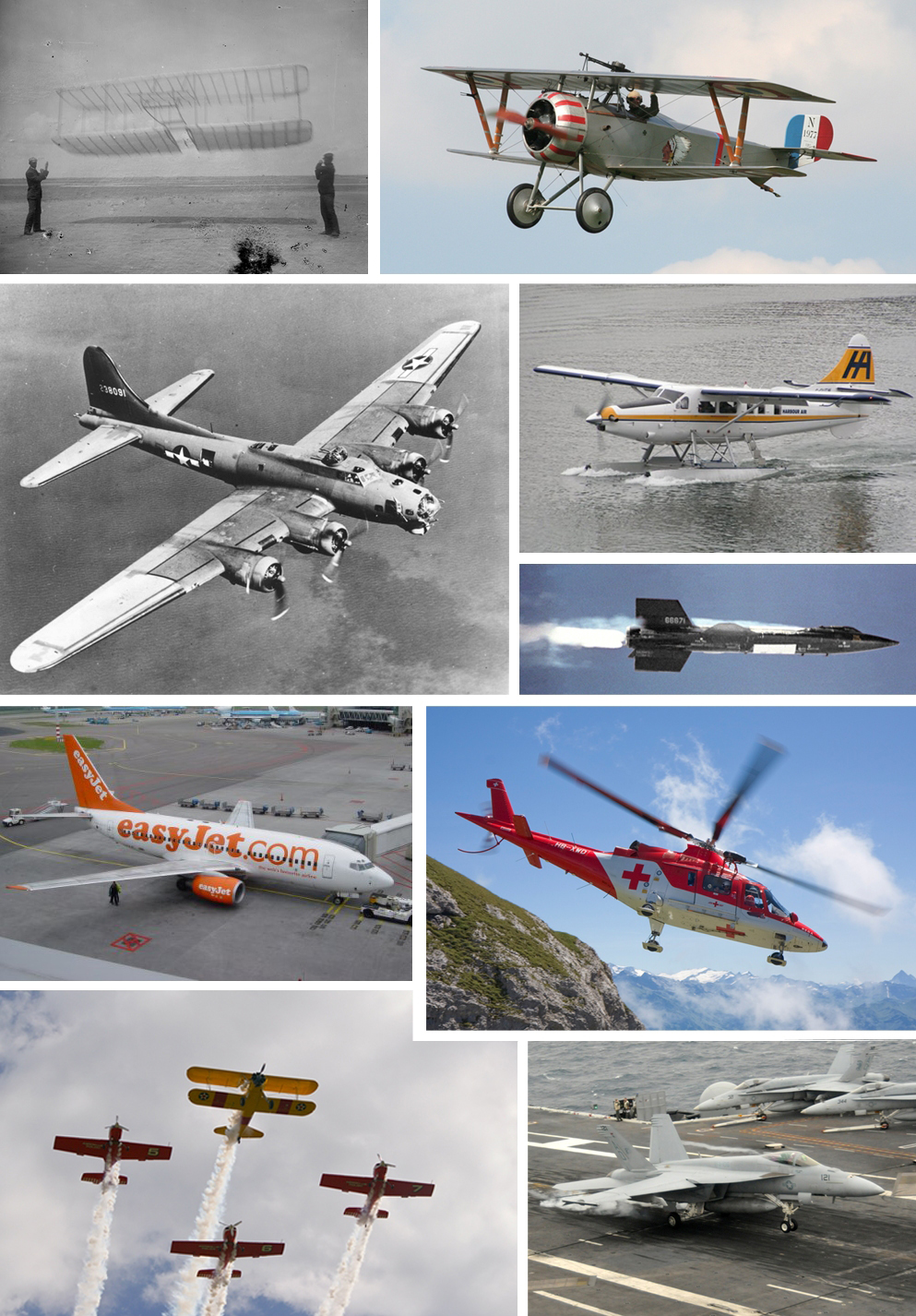

Se entiende por aviación al diseño, desarrollo, fabricación, producción, operación y utilización para fines privados o comerciales  de aeronaves, especialmente las más pesadas que el aire. El vuelo en sí es la parte de la operación que incluye el desplazamiento controlado, a través del aire, de aparatos que usan para desarrollar su vuelo la fuerza sustentadora de superficies fijas o móviles, impulsados por sus propios motores, como aviones y helicópteros, o sin motor, como los planeadores. 
Para los dirigibles, la capacidad de vuelo se basa en el principio de Arquímedes. Siendo anteriores en el tiempo a los aerodinos, cuyo sistema de vuelo se fundamenta en el uso de superficies sustentantes, a estos últimos se les conoció en un principio como los «más pesados que el aire».
Por otra parte, se entiende por aviación también todo aquello que comprende las infraestructuras, industria, el personal y en general cualquier organización, privada o pública, nacional o supranacional, reguladora y de inspección  cuya actividad principal es todo lo que envuelve a la operación aeronáutica. 
En este sentido en que se engloba la actividad y sus medios materiales o personales, puede efectuarse una primera diferenciación entre aviación civil y aviación militar, en función de que el carácter de sus objetivos sea precisamente civil o militar.

## Etimología
La palabra "aviation" fue acuñada por el escritor francés y exoficial naval Gabriel La Landelle en 1863. Derivó el término del verbo avier (un neologismo fallido para "volar"), derivado de la palabra latina avis ("pájaro") y el sufijo -ation.

## Historia
La historia de la aviación no tiene un comienzo claro, pues desde tiempos inmemoriales el objetivo de la humanidad no ha sido otro más que alzar el vuelo. Sin embargo, atendiendo a principios de tipología, podemos hacer distinción entre la aviación civil y militar.

### Primeros comienzos
Hay leyendas tempranas del vuelo humano como las historias de Ícaro en el mito griego, Jamshid y Shah Kay Kāvus en el mito persa, y el autómata volador de Arquitas de Tarentum (428–347 a. C.). Más tarde, aparecen afirmaciones algo más creíbles de vuelos humanos de corta distancia, como los vuelos alados de Abbás Ibn Firnás (810–887), Eilmer de Malmesbury (siglo XI), y la Passarola de aire caliente de Bartolomeu Lourenço de Gusmão (1685 –1724).

### Más ligero que el aire

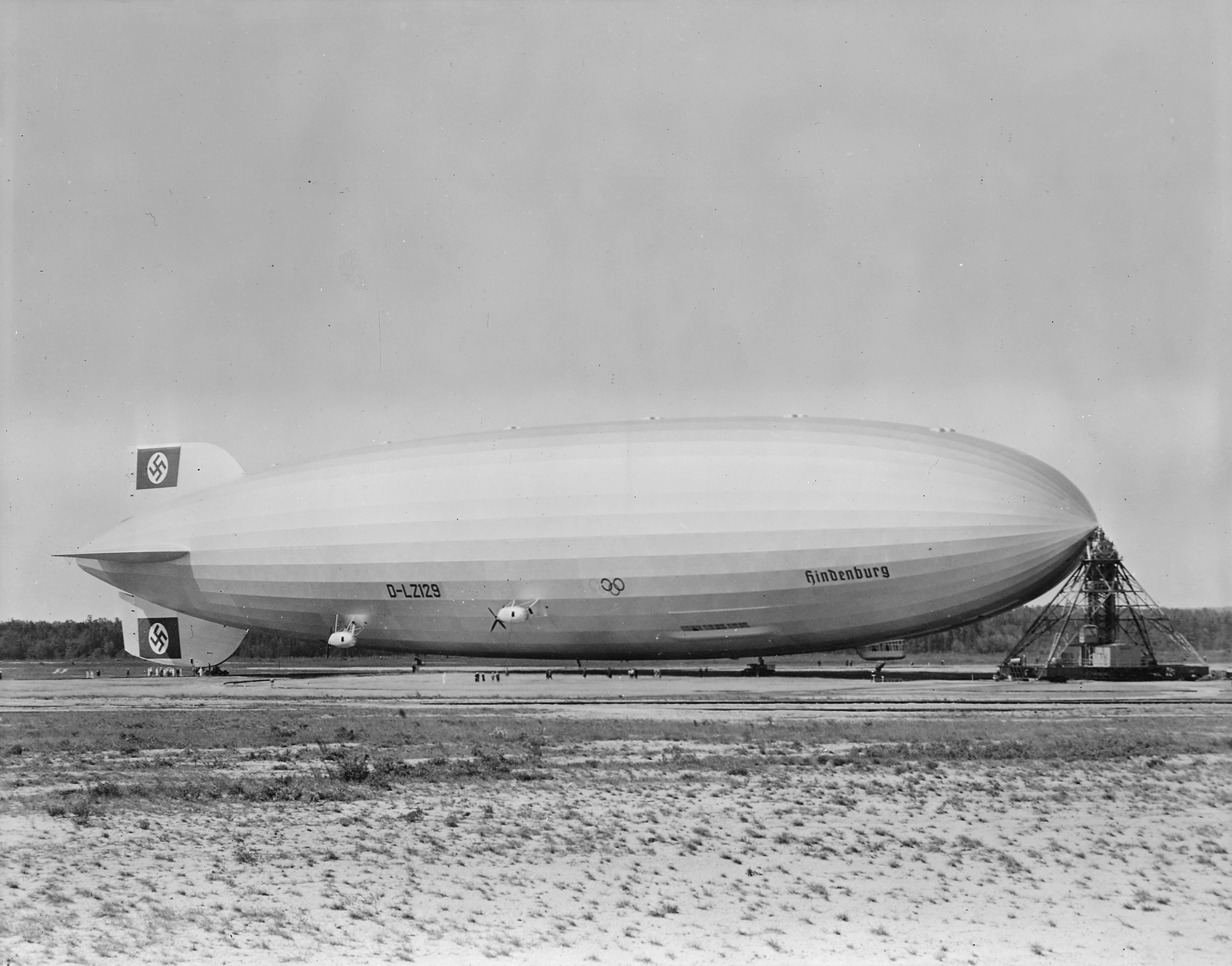
LZ 129 Hindenburg en la base aeronaval de Lakehurst, 1936

La era moderna de la aviación comenzó con el primer vuelo humano más ligero que el aire sin ataduras el 21 de noviembre de 1783, de un globo de aire caliente diseñado por los hermanos Montgolfier. La practicidad de los globos estaba limitada porque solo podían viajar a favor del viento. Inmediatamente se reconoció que se requería un globo o dirigible. Jean-Pierre Blanchard voló el primer dirigible impulsado por humanos en 1784 y cruzó el Canal de la Mancha en uno en 1785.
El dirigible rígido se convirtió en la primera aeronave en transportar pasajeros y carga a grandes distancias. Los aviones más conocidos de este tipo fueron fabricados por la empresa alemana Zeppelin.
El zepelín de mayor éxito fue el Graf Zeppelin. Voló más de un millón de millas, incluido un vuelo alrededor del mundo en agosto de 1929. Sin embargo, el dominio de los zepelines sobre los aviones de ese período, que tenían un alcance de solo unos pocos cientos de millas, fue disminuyendo a medida que avanzaba el diseño del avión. La "Edad de Oro" de las zepelines terminó el 6 de mayo de 1937, cuando el Hindenburg se incendió, matando a 36 personas. La causa del accidente del Hindenburg se atribuyó inicialmente al uso de hidrógeno en lugar de helio como gas de elevación. Una investigación interna realizada por el fabricante reveló que el revestimiento utilizado en el material que cubría el armazón era altamente inflamable y permitía que se acumulara electricidad estática en la aeronave. Los cambios en la formulación del recubrimiento redujeron el riesgo de más accidentes del tipo Hindenburg. Aunque ha habido iniciativas periódicas para revivir su uso, éstas aeronaves solo han visto una aplicación de nicho desde entonces.

### Más pesado que el aire
En 1799, Sir George Cayley expuso el concepto del avión moderno como una máquina voladora de ala fija con sistemas separados de sustentación, propulsión y control.

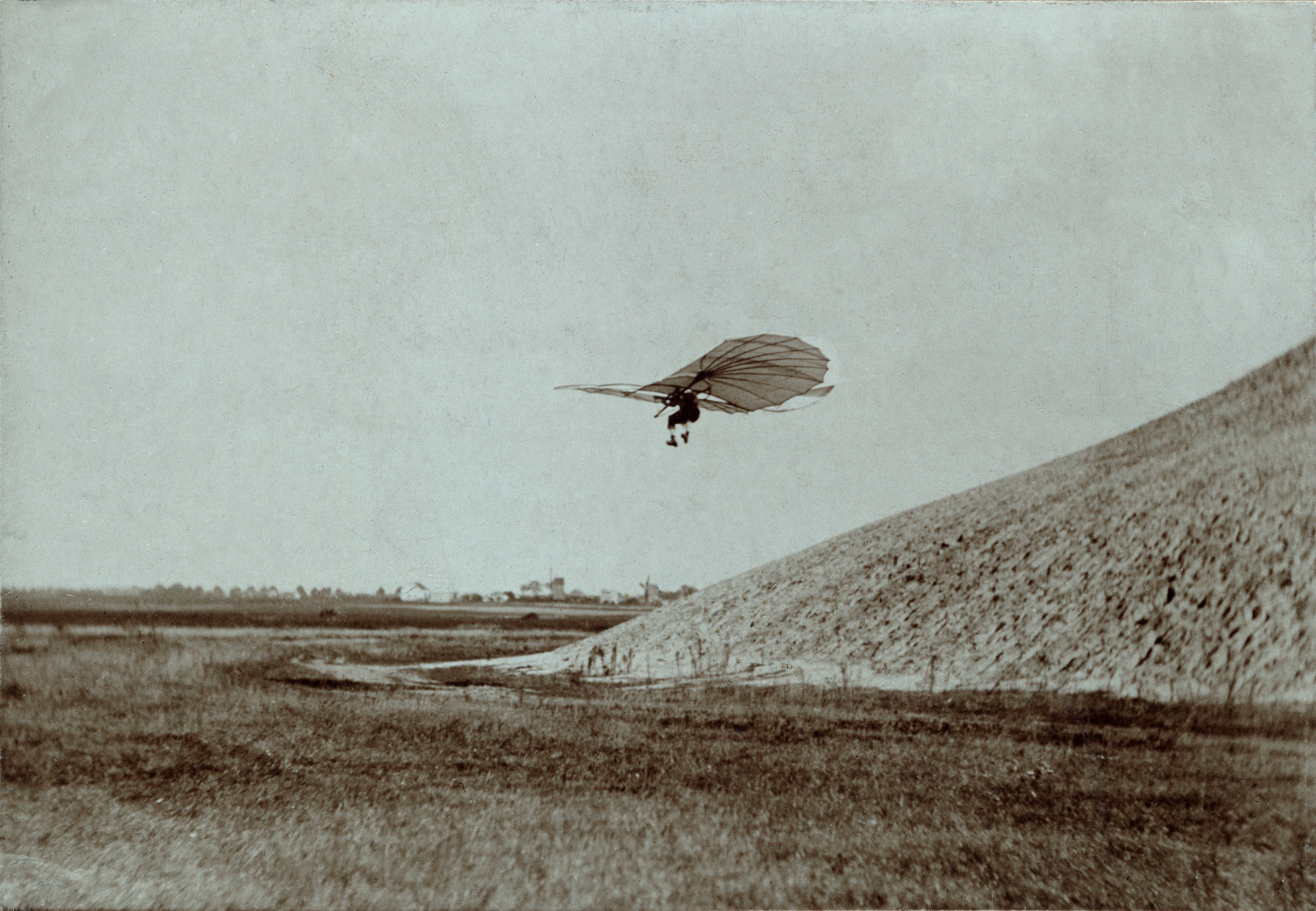
Lilienthal en pleno vuelo, Berlín c. 1895

Otto Lilienthal fue la primera persona en realizar vuelos bien documentados, repetidos y exitosos con planeadores, por lo tanto, haciendo realidad la idea de "más pesado que el aire". Los periódicos y revistas publicaron fotografías de Lilienthal deslizándose, lo que influyó favorablemente en la opinión pública y científica sobre la posibilidad de que las máquinas voladoras se vuelvan prácticas.
El trabajo de Lilienthal lo llevó a desarrollar el concepto del ala moderna. Sus intentos de vuelo en Berlín en 1891 son vistos como el comienzo del vuelo humano y el "Lilienthal Normalsegelapparat" está considerado como el primer avión de producción en serie, lo que hace que el Maschinenfabrik Otto Lilienthal en Berlín la primera empresa de producción de aviones en el mundo.
A menudo se hace referencia a Lilienthal como el "padre de la aviación" o el "padre del vuelo".
Los primeros desarrollos de dirigibles incluyeron propulsión impulsada por máquinas (Henri Giffard, 1852), armazones rígidos (David Schwarz, 1896) y velocidad y maniobrabilidad mejoradas (Alberto Santos-Dumont, 1901)

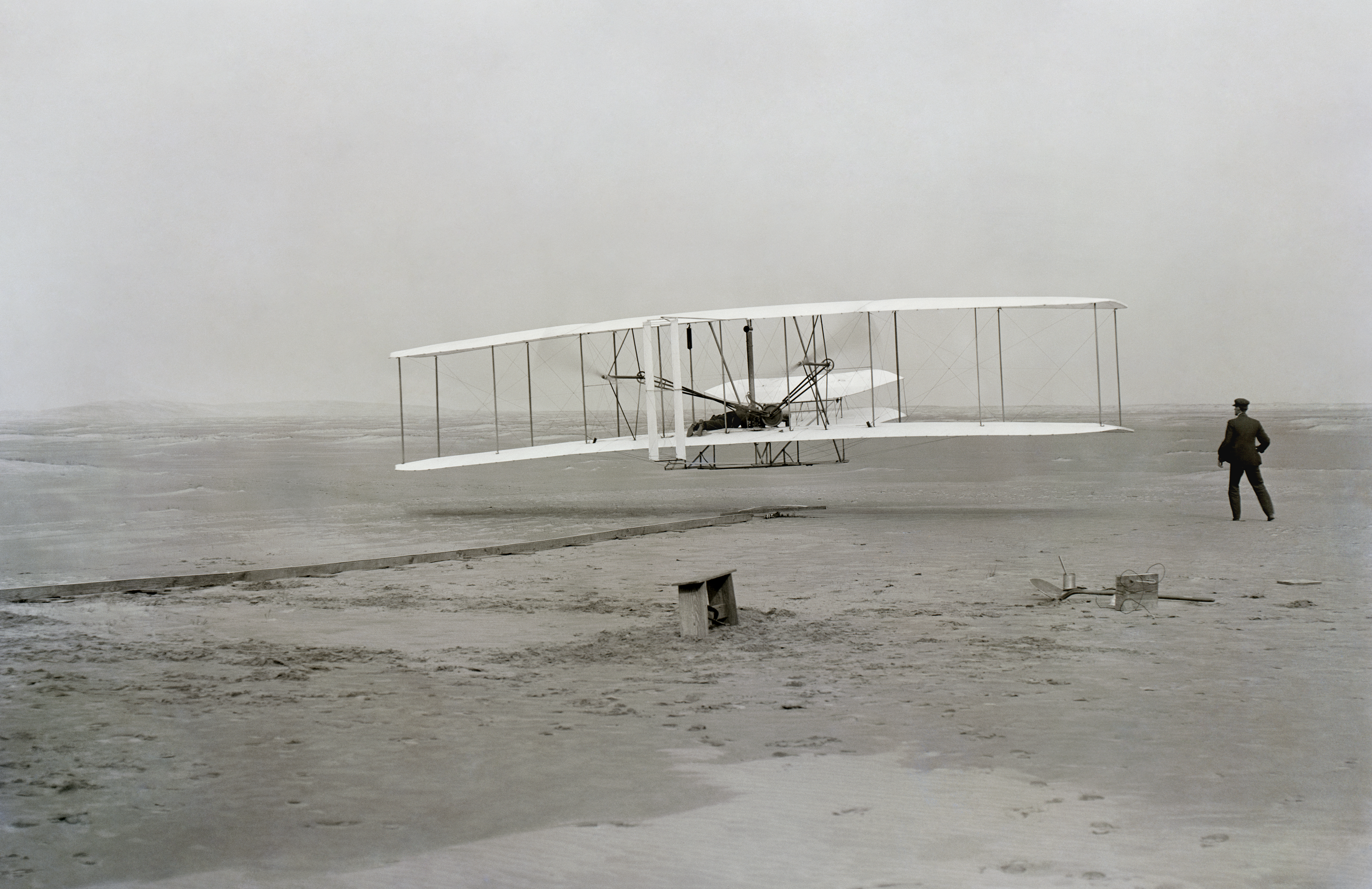
Primer vuelo propulsado y controlado por los hermanos Wright, 17 de diciembre de 1903

Hay muchas afirmaciones en competencia para el primer vuelo propulsado más pesado que el aire. El primer vuelo propulsado registrado fue realizado por Clément Ader el 9 de octubre de 1890, en su avión de ala fija con alas de murciélago y totalmente autopropulsado, el Ader Éole. Según los informes, fue el primer vuelo tripulado, propulsado y más pesado que el aire de una distancia significativa (50 m) pero insignificante altitud desde el nivel del suelo. Siete años más tarde, el 14 de octubre de 1897, el Avion III de Ader fue probado sin éxito frente a dos funcionarios del Ministerio de Guerra francés. El informe sobre las pruebas no se hizo público hasta 1910, ya que habían sido un secreto militar. En noviembre de 1906, Ader afirmó haber realizado un vuelo exitoso el 14 de octubre de 1897, logrando un "vuelo ininterrumpido" de alrededor de 300 metros. Aunque se creía ampliamente en ese momento, estas afirmaciones fueron desacreditadas más tarde.
Los hermanos Wright realizaron con éxito el primer vuelo de un avión propulsado, controlado y sostenido el 17 de diciembre de 1903, una hazaña que fue posible gracias a su invención del control de tres ejes. Solo una década después, al comienzo de la Primera Guerra Mundial, los aviones propulsados más pesados que el aire se habían vuelto prácticos para el reconocimiento, la detección de artillería e incluso los ataques contra posiciones terrestres.
Los aviones comenzaron a transportar personas y carga a medida que los diseños se hacían más grandes y confiables. Los hermanos Wright llevaron al primer pasajero, Charles Furnas, uno de sus mecánicos, el 14 de mayo de 1908.
Durante las décadas de 1920 y 1930 se lograron grandes avances en el campo de la aviación, incluido el primer vuelo transatlántico de Alcock y Brown en 1919, el vuelo transatlántico en solitario de Charles Lindbergh en 1927, y el vuelo transpacífico de Charles Kingsford Smith al año siguiente. Uno de los diseños más exitosos de este período fue el Douglas DC-3, que se convirtió en el primer avión de pasajeros en ser rentable transportando pasajeros exclusivamente, iniciando la era moderna del servicio de aerolíneas de pasajeros. Al comienzo de la Segunda Guerra Mundial, muchos pueblos y ciudades habían construido aeropuertos y había numerosos pilotos calificados disponibles. La guerra trajo muchas innovaciones a la aviación, incluido el primer avión turborreactor y los primeros cohetes de combustible líquido.

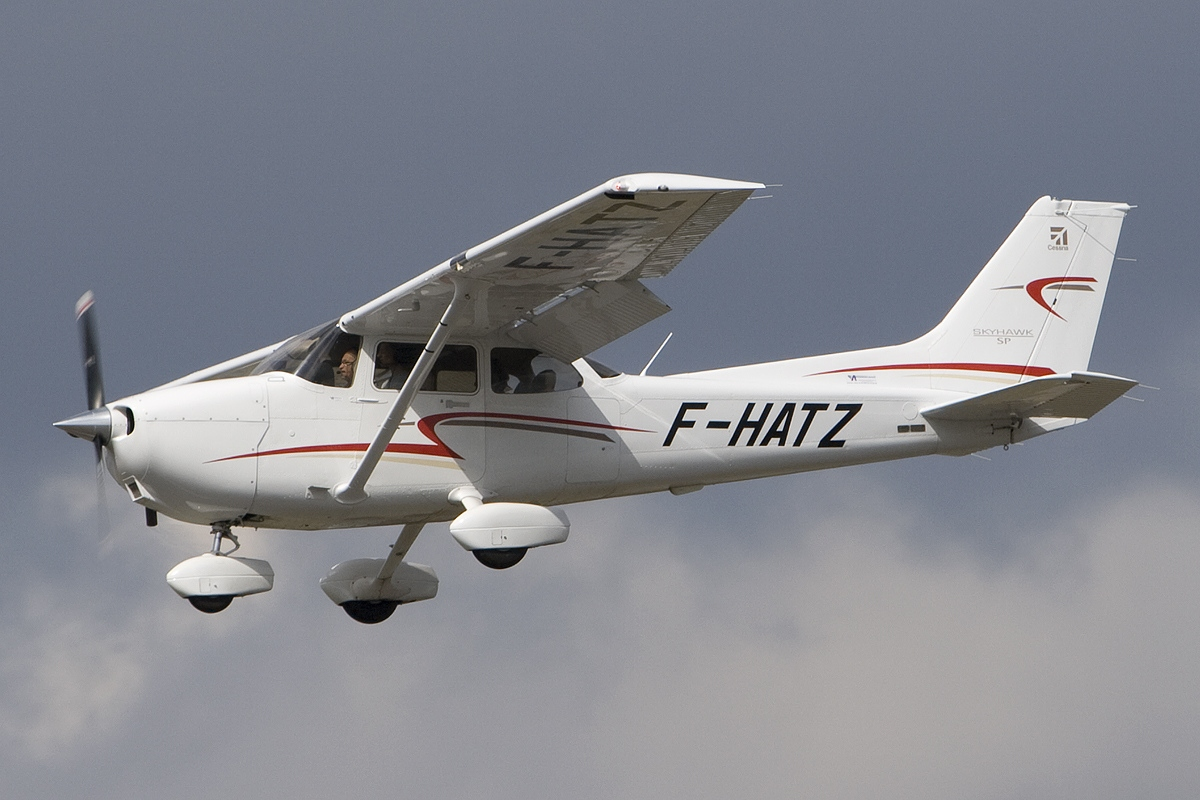
El Cessna 172 es el avión más producido en la historia

Después de la Segunda Guerra Mundial, especialmente en América del Norte, hubo un auge en la aviación general, tanto privada como comercial, ya que miles de pilotos fueron liberados del servicio militar y muchos aviones de entrenamiento y transporte excedentes de guerra económicos estuvieron disponibles. Fabricantes como Cessna, Piper y Beechcraft ampliaron la producción para proporcionar aviones ligeros para el nuevo mercado de clase media.
En la década de 1950, el desarrollo de aviones civiles creció, comenzando con el de Havilland Comet, aunque el primer avión de pasajeros ampliamente utilizado fue el Boeing 707, porque era mucho más económico que otros aviones en ese momento. Al mismo tiempo, la propulsión a turbohélice comenzó a aparecer para aviones de cercanías, lo que hizo posible atender rutas de pequeño volumen en una gama mucho más amplia de condiciones climáticas.
Desde la década de 1960, los fuselajes de material compuesto y motores más silenciosos y eficientes han estado disponibles, y Concorde proporcionó servicio supersónico de pasajeros durante más de dos décadas, pero las innovaciones duraderas más importantes han tenido lugar en instrumentación y control. La llegada de la electrónica de estado sólido, el sistema de posicionamiento global, comunicaciones por satélite, y ordenadores cada vez más pequeños y potentes y pantallas led, han cambiado drásticamente las cabinas de los aviones de pasajeros y, cada vez más, también de aviones más pequeños. Los pilotos pueden navegar con mucha más precisión y ver el terreno, las obstrucciones y otras aeronaves cercanas en un mapa o mediante visión sintética, incluso de noche o con poca visibilidad.

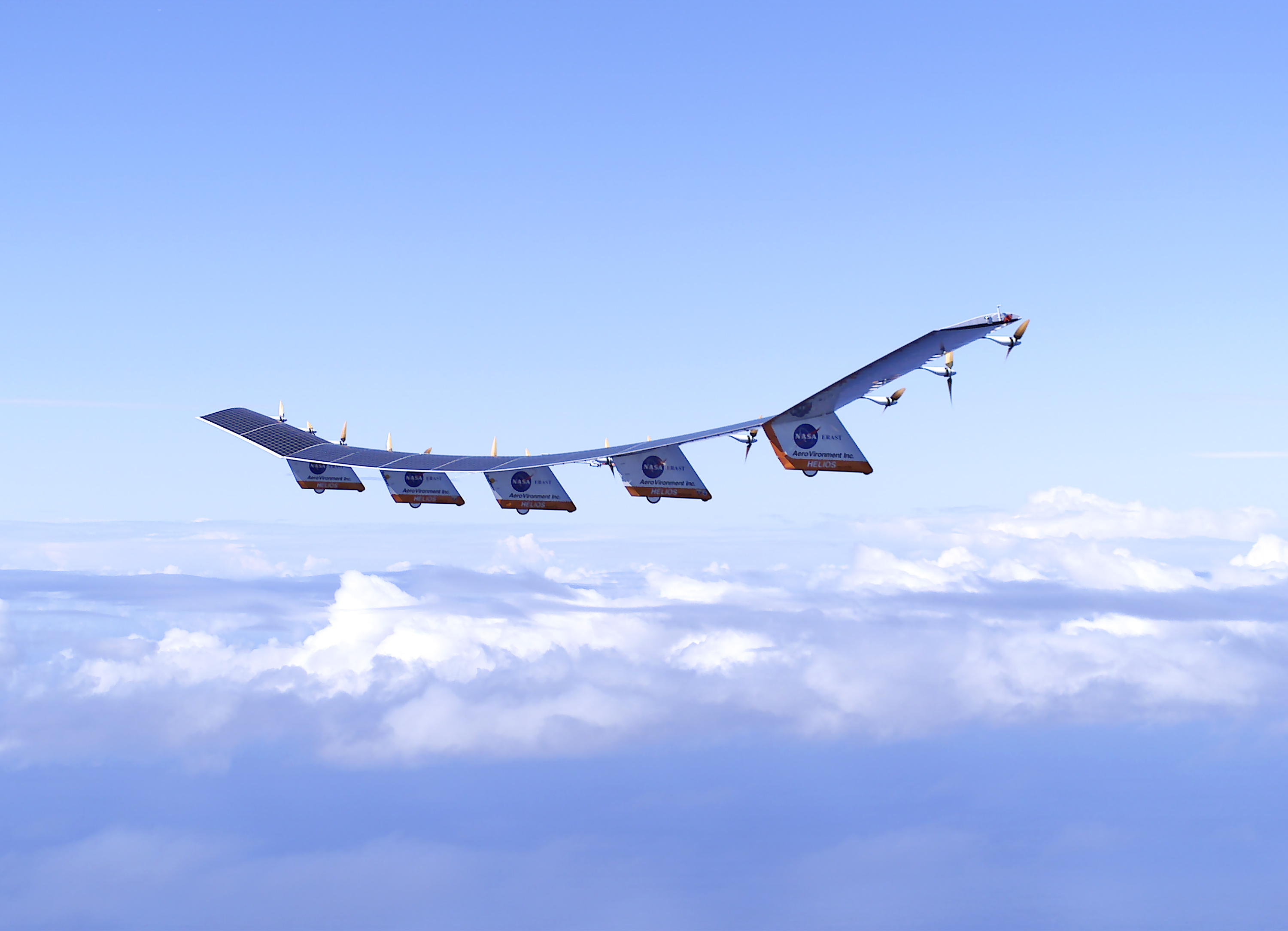
Helios de la NASA investiga el vuelo con energía solar.

El 21 de junio de 2004, SpaceShipOne se convirtió en el primer avión de financiación privada en realizar un vuelo espacial, abriendo la posibilidad de un mercado de aviación capaz de abandonar la atmósfera terrestre. Mientras tanto, la necesidad de descarbonizar la industria de la aviación para hacer frente a la crisis climática ha incrementado la investigación de aeronaves propulsadas por combustibles alternativos, como etanol, electricidad, hidrógeno e incluso energía solar, y los prototipos voladores se vuelven más comunes.

## Aviación civil

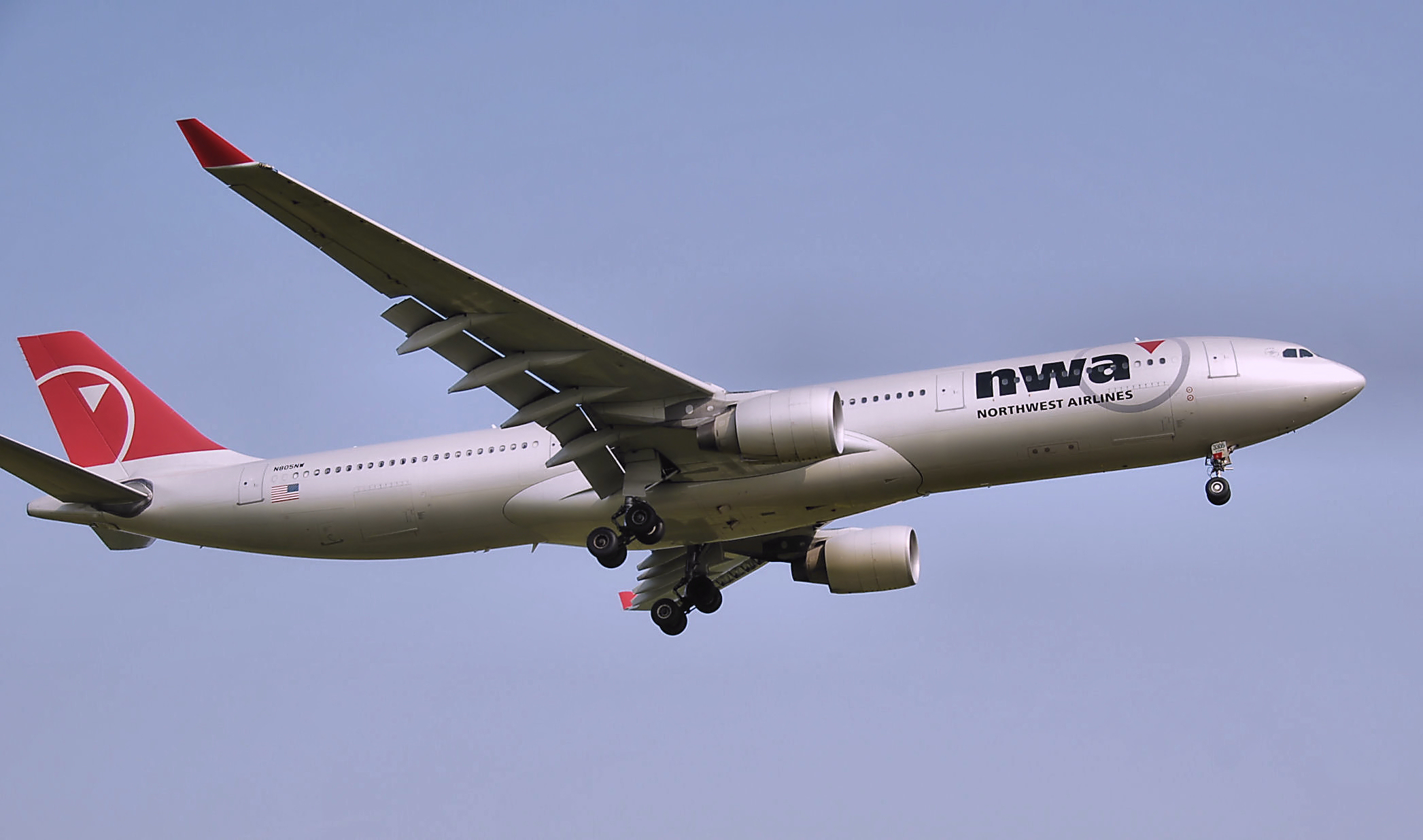
Airbus A330-300 de Northwest Airlines.

Con base al uso de los aviones y helicópteros, la aviación civil se divide habitualmente en dos grandes grupos:

### Transporte aéreo o comercial
Consiste en las compañías aéreas, ya sean éstas grandes o pequeñas, dedicadas al transporte aéreo de personas y/o mercancías, con itinerario regular,
con ellos las personas pueden viajar a todas las partes del mundo cuando lo deseen.

### Aviación general

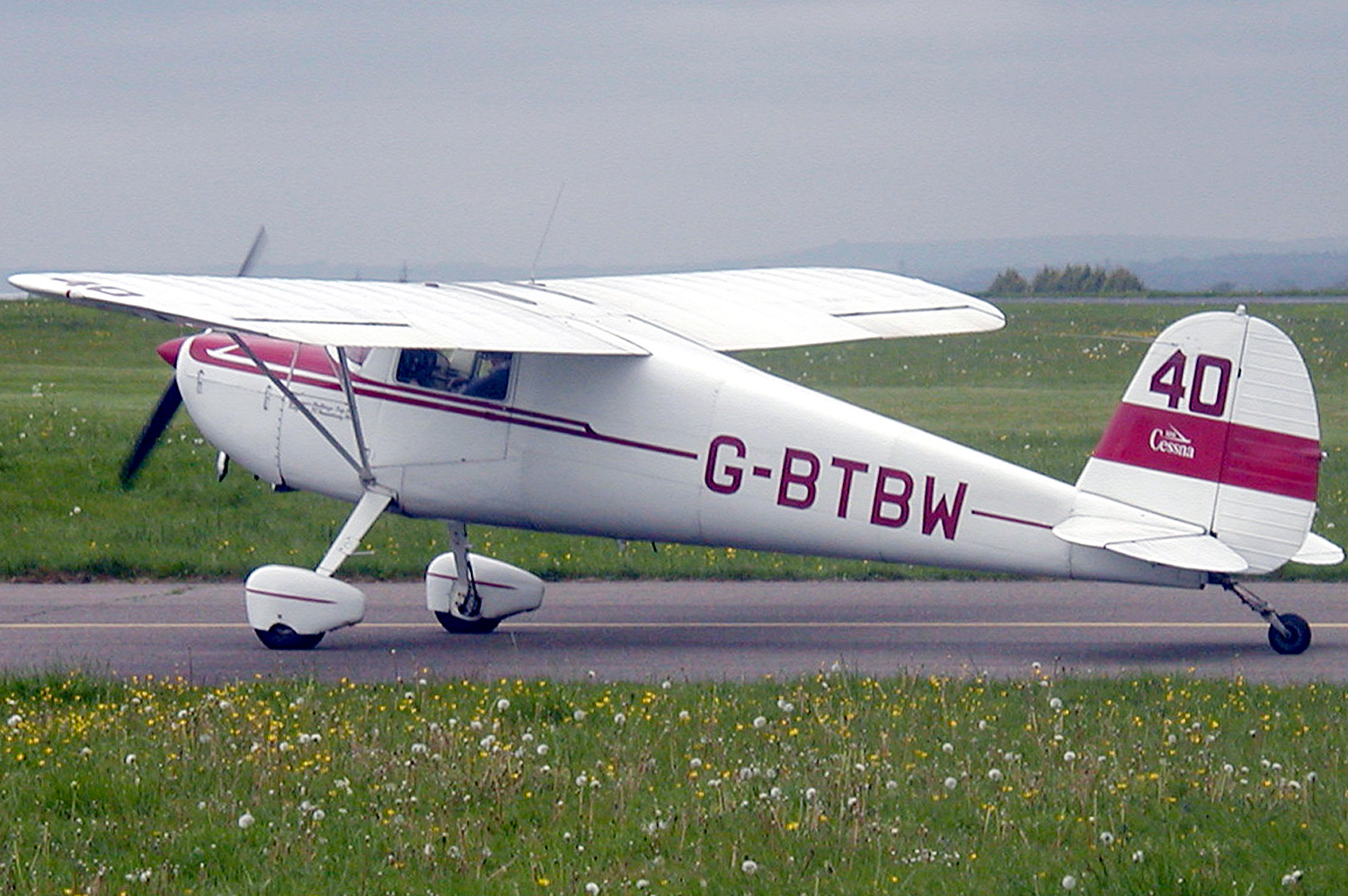
Cessna 120.

Pueden realizarse otras múltiples clasificaciones de la aviación, pero las más frecuentes consisten en diferenciar la aviación general de la otra en función de los usos o fines que pretende, como aviación privada, la que agrupa a los aviones cuyo principal usuario es su propietario; aviación deportiva, la que tiene como finalidad la práctica de alguno de los deportes aeronáuticos; aviación ultraligera, vuelo sin motor aviación utilitaria, la que se destina a usos prácticos de carácter social, como evacuaciones, rescates, extinción de incendios o servicios policiales; aviación de estado, aquella que, no siendo estrictamente militar, utiliza el estado para el transporte de sus personalidades o el servicio de sus organismos, aviación corporativa.

## Aviación militar

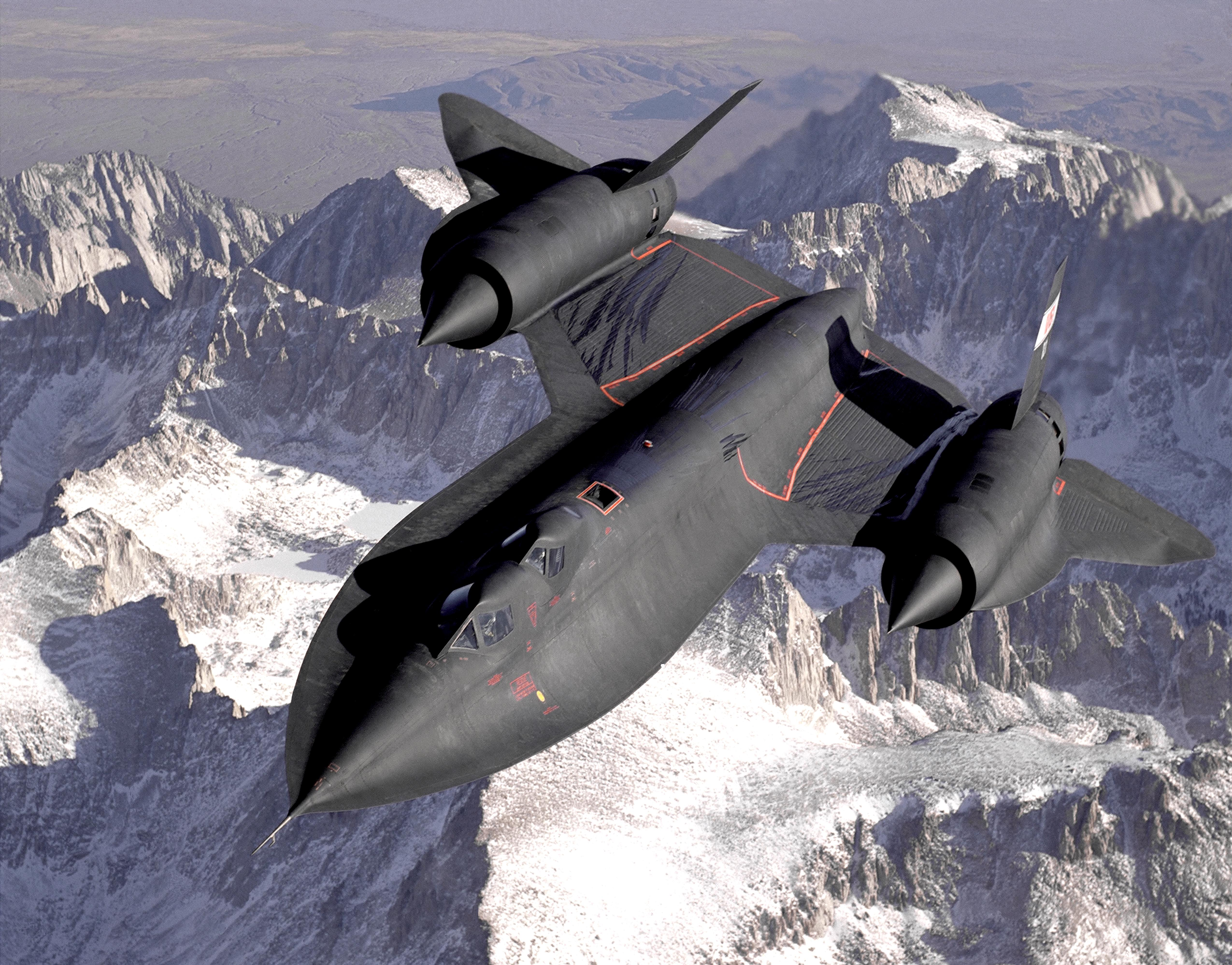
Lockheed SR-71B Blackbird.

Las Fuerzas Armadas son los usuarios de la aviación militar, bien a través de organizaciones independientes especializadas, como la fuerza aérea, o bien mediante servicios integrados en otras ramas no estrictamente aeronáuticas, como la aviación naval o la aviación agregada a las fuerzas terrestres. 
En el ámbito militar suele diferenciarse entre la aviación de combate y la aviación de apoyo. La primera comprende las aeronaves que intervienen directamente en la batalla, y la segunda aquella que realiza otras tareas de interés militar, como el reconocimiento aéreo, la guerra electrónica, el transporte, salvamento o patrulla marítima.
No debe confundirse la aviación con la aeronáutica, término este más general, que comprende cualquier elemento dedicado a la navegación aérea.

## Control del tráfico aéreo

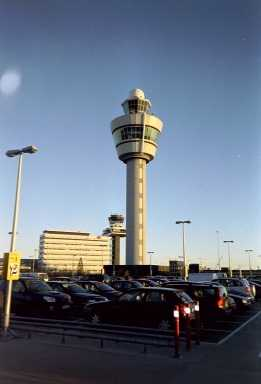
Torres de control de tráfico aéreo en el Aeropuerto de Schiphol.

## Temas relacionados
A continuación se relacionan los conceptos principales que guardan relación con la aviación, y que son tratados en artículos específicos:
- Aeronave
- Aeronáutica

### Profesionales
- Piloto de aviación
- Despachante  de aeronaves
- Técnico de mantenimiento de aeronaves
- Controlador aéreo
- TLH
- ATA
- TPC

### Instalaciones
- Aeropuerto
- Campo de aviación
- Helipuerto
- Pista de aterrizaje
- Radioayuda
- Aeródromo

### Procedimientos de vuelo
- Navegación aérea
- Control del tráfico aéreo

### Entorno
- Meteorología
- Aerodinámica
- Cartografía

### Reglamentación
- Derecho aeronáutico
- Organización de Aviación Civil Internacional (OACI)
- Autoridad de Aviación Civil del Estado
- Administración Federal de Aviación (FAA)
- Agencia Europea de Seguridad Aérea
- Agencia Estatal de Seguridad Aérea

### Empresas
- Industria aeronáutica